# Southern Ijaw
Southern Ijaw è una delle otto aree a governo locale (local government areas) in cui è suddiviso lo Stato di Bayelsa, nella Repubblica Federale della Nigeria.
Si estende su una superficie di 2.682 km² e conta una popolazione di 319.413 abitanti.